# 黃身殘線胎䲁
黃身殘線胎䲁（學名：Cologrammus flavescens），為輻鰭魚綱䲁形目胎䲁科殘線胎䲁屬的一個種，分布於西南太平洋澳洲巴斯海峽及紐西蘭海域，體長可達3.9公分，棲息在底層水域，以小型甲殼類及小型魚類為食，雌魚產附著性卵，雄魚會守護卵，幼魚為浮游性，生活習性不明。